# Machiya
Machiya (Japans: 町家 of 町屋) betekent respectievelijk ‘stadhuis’ of ‘stadswinkel’, afhankelijk van de gebruikte kanji. Machiya in Kyōto worden vaak ook Kyōmachiya (京町家 of 京町屋) genoemd. Ze stonden model voor machiya in de rest van Japan. Kyōmachiya zijn traditionele houten stadhuizen in Kyōto die werden gebouwd door koopmannen en vallen onder de categorie van Minka. De kyōmachiya werden door de koopmannen gebruikt als winkel en woonhuis of verhuurd. De oorsprong van de kyōmachiya ligt in de Heianperiode (794-1185).

## Ontstaansgeschiedenis
De kyōmachiya zijn niet spontaan ontstaan, maar hebben een lang proces van ontwikkelingen ondergaan. De totstandkoming begon in huizen van de Heianperiode. Vervolgens evolueerden deze huizen verder gedurende de Kamakura- en Muromachiperiode. Vanaf de zestiende eeuw kwamen de ontwikkelingen op gang die de kyōmachiya vormden tot de huizen die nu nog te vinden zijn in Kyōto.

### Voorlopers
Kleine bouwwerken afkomstig uit de Heianperiode die woning en werk combineerden staan aan de herkomst van de latere kyōmachiya.
Zulke bouwwerken waren bijvoorbeeld hutjes, waarin het gewone volk leefde of kleine winkels met de naam misedana. De typische structuur van zo’n gebouw was dat van een rijtjeshuis met een puntdak van houten planken, verdeeld in twee ruimtes. Het ene deel had een aarden vloer, genaamd dōma. Het andere bevatte een houten vloer, genaamd itajiki (板敷き).
In de Kamakuraperiode kwamen de kooplieden en de ambachtsmannen meer op de voorgrond en rijke stedelingen kregen het recht om land te bezitten. Als gevolg hiervan maakten de woonblokken met rasterpatroon plaats voor straten vol met smalle rijtjeshuizen en later ook met grote winkels. Aan de achterkant van de gebouwen werden de ruimtes gebruikt als gemeenschapsplekken, bijvoorbeeld voor waterputten of om wasgoed te drogen. Daarbij kwamen er aan de achterkant ook kura, hanare en kleine ommuurde groentetuintjes. Om makkelijk aan de achterkant van het gebouw te geraken, werden er steegjes (roji/sukiya tsuuro) aangelegd die van de straat naar de achterkant van de huizen liepen.

### Ontwikkelingen
Aan het einde van de Muromachiperiode werden tuinpaviljoenen een algemeen onderdeel van de machiya. Vaak hadden deze paviljoenen een haard voor het bereiden van thee.
De paviljoen ontwikkelde zich door de tijd heen tot het tweede belangrijkste gebouw binnen de kyōmachiya als ontvangstkamer. Dit kwam door de groei van de populariteit van theeceremonies bij rijke kooplui.
Het bouwen van een oku mune tegen de achterkant van het hoofdgebouw werd gebruikelijk aan het einde van de zestiende eeuw. Zo werd de kyōmachiya groter gemaakt door in de diepte te bouwen, maar dit vereiste een aanpassing van de indeling van de kamers. Het steegje dat naar de open plek achter het huis liep, veranderde langzaam in een decoratieve strook tuin, de tsubo-niwa.
Door de economische voorspoed tijdens de Tokugawa-periode was er niet langer een groentetuintje nodig. Dus werd deze omgevormd tot een decoratieve tuin om te voldoen aan de eisen van de bovenlaag van de samenleving. De laatste algemene ontwikkeling die de kyōmachiya onderging, was de constructie van ontvangstruimten op de bovenverdieping. Deze zogenaamde nikai zashiki werden een standaard onderdeel van de machiya vanaf de achttiende eeuw.

## Kenmerken
Omdat kyōmachiya veel gemeenschappelijke elementen hebben, lijken veel kyōmachiya van de buitenkant sterk op elkaar. Ook aan de binnenkant hebben kyōmachiya ongeveer dezelfde indeling. De verschillende kamers in de kyōmachiya zijn in te delen in twee groepen: se openbare en de privékamers. Aan de achterkant van het gebouw zijn er naast de tuin vaak opslagplaatsen.

### Voorkant
Een van de kenmerken van kyōmachiya is de smalle voorgevel. Vroeger gebeurde taxatie aan de hand van de grootte van de voorgevel. Daarom zijn veel kyōmachiya heel smal. Nog een kenmerk voor de buitenkant van kyōmachiya is de mushiko mado (虫籠窓, letterlijk 'insectenkooi raam') Dit is een raam dat langs de gevel van de tweede verdieping loopt. Dit raam zorgt er onder andere voor dat men wel naar buiten kan kijken maar niet naar binnen en men niet kan inbreken. Ook zorgen ze door de kieren voor een ventilatie van het huis. De ramen op de eerste verdieping worden beschermd door kōshi. De ramen worden dan ook kōshi mado (格子窓) genoemd. De kōshi is een houten traliewerk dat zo veel mogelijk licht binnen laat en toch de privacy beschermt. Met festivals kon de kōshi worden weggehaald om de langskomende processies te bekijken.
Op het dak staat vaak een beschermingsbeeldje, de Shoki-san.
Aan de Shoki-san zijn twee anekdotes verbonden. De eerste is die van de oorsprong van Shoki-san. Hij komt oorspronkelijk uit China. Op een dag was een Chinese keizer ziek. Hij had toen een droom over Shoki die de schatten van de keizer beschermde tegen demonen. toen de keizer wakker werd was hij weer beter. Sindsdien werd geloofd dat Shoki een beschermer was.
De tweede anekdote verklaart het gebruik van de Shoki-san op de daken van machiya. In de Edo-periode lagen er vaak 'demonen dakpannen', onigawara, op het dak van de machiya. Toen op een dag de vrouw van een koopman naar de onigawara keek op het dak van het huis aan de overkant van de straat werd ze plots ziek. Geen medicijn of iets anders maakte haar beter. Mensen in de buurt begonnen te zeggen dat het kwam door de onigawara. Tot er een dokter kwam met het voorstel om een Shoki pop op haar dak te zetten. Hij had van het verhaal van de Chinese keizer gehoord en liet een Shoki beeldje maken. Toen ze het Shoki-beeldje plaatsen op het dak tegenover die van de onigawara, werd de vrouw weer beter. Sindsdien wordt Shoki-san geplaatst op boven de deur van machiya.
De onderkant van de voorgevel wordt door een inuyarai (犬矢来)beschermd tegen voorbijgangers. Met voorname tegen honden die hun behoefte willen doen, vandaar dat het Japanse woord voor hond, inu, erin staat. De inuyarai is een gebogen bamboehek dat naast het beschermen tegen honden meerdere functies heeft. Andere voorbijgangers die de inuyarai weert zijn mensen die proberen tegen de machiya aan te hangen. Het hek maakt het ook moeilijk voor inbrekers om de muren te beklimmen. De laatste functie is de bescherming tegen opspattende regen vanaf de weg, zodat de muren niet vies worden.

### Binnenshuis
Net als andere Japanse huizen hebben de kamers in machiya meerdere functies en kunnen ze verdeeld worden door schuifdeuren. Vaak waren de kamers aan de straatkant bedoeld als winkel en de kamers van achter om in te leven. De kamers zijn bovendien verhoogd ten opzichte van de grond om zo de hitte buiten te houden en het rotten van het hout te voorkomen. Langs de kamers loopt de toriniwa, een stenen of aarden gang die van voor tot achter door de machiya loopt. Dankzij de toriniwa kon men dus door het huis lopen zonder op de verhoogde vloer van het huis te komen. De keuken ook staat in de toriniwa. Boven de toriniwa is er vaak een open ruimte zodat de rook van het fornuis het gebouw kan verlaten, deze ruimte heet hibukuro (火袋). Ook functioneert de hibukuro als raam voor extra lichtinval. De haard van de keuken werd okudosan genoemd, dit was een traditionele haard die met hout werd gestookt.
Om het huis te beschermen tegen vuur werden talismannen vlak bij de oven geplaatst. Deze komen van de Atago-schrijn. Ook vandaag de dag worden ze gebruikt.
Boven de okudosan is er vaak een plank waar de geluksgod Hotei is geplaatst. Hotei staat symbool voor goede zaken en elk jaar in februari moet bij de schrijn Fushimi Inari-taisha een nieuwe Hotei-beeldje worden gehaald.
De kamer van de winkel (misenoma 店の間 of kort mise 店) is ofwel een verhoogde kamer van tatami matten ofwel een aarden of stenen vloer, afhankelijk van het soort winkel. Om gasten te ontvangen is er nabij de mise de genkan (玄関). Hier moet men voor het binnenkomen de schoenen uitdoen en dus geeft de genkan een sterke scheiding tussen het vieze buiten en het schone binnen. Daarnaast geeft het ook een scheiding tussen de publieke ruimte van de mise en de privéruimtes van het huis. Soms is er ook een tsuboniwa, een kleine tuin binnen de grenzen van het huis. Die bevindt zich achter de genkan met als functies het verschaffen van meer lichtinval, schoonheid en waterafvoer. Ook is er een kamer om belangrijke gasten of het hoofd van het gezin te ontvangen. Die okuzashiki (奥座敷) is gesitueerd aan de achterkant van de machiya. Die kamer heeft als enige zicht op de centrale tuin, de senzai of naka niwa. Die tuin bracht licht en een mooie, formele uitzicht.
In een van de privé-ruimtes bevond zich ook een trap naar de bovenverdieping. Deze was vaak verborgen achter schuifdeuren omdat de trap niet werd gezien als decoratie. Een populaire trap was een trap die lades bevatte voor extra bergruimte Deze werd de Hakokaidan (箱階段) genoemd. Zeker armere families zonder een kura hadden vaak een hakokaidan in hun machiya. Zo werd alle ruimte optimaal benut en konden ze hun belangrijke spullen opbergen. De hakokaidan was een losstaande trap, zoals een kast maar met treden, zodat wanneer nodig de koopman deze trap mee kon nemen op zijn rug. Ze waren dan ook van licht hout gemaakt. In tegenstelling tot vroeger worden de hakokaidan tegenwoordig wel als decoratie gezien en zijn er veel westerse verzamelaars van deze 'kasttrappen'.

### Achterkant
Buiten het huis, aan de achterkant, is er vaak een (of meerdere) kura. Dit is een opslaghuisje van meestal twee verdiepingen. De kura was vooral voor rijke mensen. Het had dikke muren en weinig ramen om te beschermen tegen vuur. Vanwege de vochtige, warme lucht in Kyōto horen de deuren en ramen horen open te staan om door te luchten. De muren zijn van zeer dikke lagen klei gemaakt en duren dus lang om te drogen. Daardoor duurt het lang om een kura te bouwen. De kura werd vooral gebruikt om de familieschatten in te bewaren, zoals kimono's, meubels en erfstukken. In geval van nood werden andere belangrijke dingen ook in de kura gestopt en werden de kieren dichtgemetseld om deze volledig af te sluiten van rook en vuur. Soms is er naast een kura een hanare aanwezig. Dit gebouw dient als ondergeschikte residentie.

### Scheiding publiek en privé
De scheiding van publiek en privé is bij machiya heel belangrijk, zoals eerder beschreven. De overgang van de openbaar naar particulier is dan ook in de ruimte duidelijk aanwezig; van mise naar kura. De openbare ruimtes en die van dagelijkse activiteiten zijn het dichtst bij de straat geplaatst en het makkelijkst vanaf de straat te bereiken. Dit zijn onder andere de winkel, de keuken en het steegje. Weliswaar waren deze ruimtes binnen, ze werden toch als buitenruimtes gebruikt. Men moest hier zijn buitenschoenen dragen. Dit waren origineel dan ook plaatsen met een aarden vloer. Stenen opstapjes worden gebruikt tussen de buiten- en binnenvertrekken. Deze opstapjes staan in Japan al honderden jaren symbool voor het verschil tussen binnen en buiten, publiek en privé.
De heiligste, meest private plekken zaten diep in de machiya. Een paar van die ruimtes zijn de okuzashiki, de centrale tuin en het opslaghuisje. In de okuzashiki waren ook de spiritueel meest betekenisvolle ruimtes aanwezig. Dit waren de tokonoma (床の間) en de butsudan. De tokonoma is een decoratieve nis die vandaag de dag nog steeds aanwezig in washitsu van moderne huizen.
De butsudan is een familie altaar.
In de kura werden de familieschatten bewaard, en die lag dus het diepst in de machiya. Omdat de private ruimtes ten opzichte van de buitenruimtes verhoogd waren en bedekt waren met tatami matten of hout moesten de buitenschoenen hier dus uit.

## Constructie
Anders dan in het westen was de architect van een machiya vaak ook een vakkundige bouwer. Vandaar dat machiya vaak werden gemaakt door een meester-timmerman en zijn assistenten. De constructie begon met een itazu, een ontwerp op een houten boord. Hierop staan vaak alleen het aantal tatamimatten en de positie van de pilaren. Omdat tatamimatten een standaard grootte hebben, worden de kamers aangepast aan de tatamimatten en niet andersom. Dit maakt het makkelijk om een structuur te maken.
Het bouwen van een huis begint altijd met de fundering. De functie van de fundering van een machiya is het verhogen van de machiya boven de grond. Daarom zijn alleen een platte steen in de grond met daarbovenop een verticale houten balk. Hierdoor kan de machiya goedkoop en simpel worden gebouwd en later ook makkelijker en goedkoper worden gerepareerd dan westerse huizen. Ook is het goed voor de luchtcirculatie onder de vloer. Dit is belangrijk voor het tegengaan van rotting van het hout en voor het koel houden van de ruimtes in de zomer.
De balken van het gebouw worden op hun plaats gehouden door het gewicht van de structuur, ze zitten niet vast aan de fundering. Het dak bestaat uit een paar grote horizontale balken die zijn geplaatst op de verticale balken van de fundering. Dat kan omdat de muren en het dak alleen hun eigen gewicht hoeven te dragen. Het gewicht van het dak wordt gelijk verdeeld over de lengte van de balken. Door dit ontwerp van het dak kan de ruimte eronder volledig benut worden omdat er geen dragende muren of balken in staan. Wel heeft die constructie van het dak nadelen en is deze niet zo stevig. Ondanks de introductie van stevige driehoeksconstructies vanuit het westen verkoos men steeds de originele methode.
Vervolgens worden er dakspanen geplaatst en wordt er een dikke laag modder aangebracht. In die modder worden daktegels van keramiek gedrukt.
Nadat het geraamte van het gebouw klaar is worden worden de buitenmuren bedekt. Reeksen van yakiita worden geplaatst. Yakiita zijn houten planken die worden gebrand voor ze op maat worden gesneden. Hierdoor worden ze beter bestand tegen schimmels en rotting. Daarbij worden ze zo ook beter bestand tegen het weer. Brandbestendig zijn de planken echter niet, wat een nadeel is bij het herstellen van oud machiya of bouwen van nieuwe machiya vandaag de dag. Vandaar dat ze tegenwoordig regelmatig worden bedekt door metalen platen.
De muren binnenshuis worden gemaakt door een traliewerk van bamboe bedenkt met een mengsel van klei, zand en stro. Dit brengt bescherming tegen wind, regen en kou.
Yamatotenjo en saobuchi tenjo zijn de twee soorten plafonds die je in de machiya kunt vinden.
Yamatotenjo zijn gemaakt uit sasara, grote balken, om de kamers die zich erboven bevinden te ondersteunen. Deze plafonds bevinden zich bijgevolg voornamelijk boven de kamers van de begane grond. Tussen de balken door kan je de vloerplanken van de bovenverdieping zien. De saobuchi tenjo (竿縁天井) bestaat uit dunne planken gemaakt van cederhout. Ze worden met spijkers vastgemaakt en worden ondersteund door de grote horizontale balken van de constructie. De spijkers zijn van onderaf niet zichtbaar door de specifieke plaatsing van de balken. Meestal worden de vloeren van het huis bedekt met tatami matten. Deze worden gemaakt door het weven van rijststro afgeschermd door een lint. Soms worden de vloeren bedekt met hout. De grond van de openbare ruimtes die niet bij het verhoogde deel van het huis hoorden worden van aarde gemaakt.
De muren de kamers indelen zijn tevens schuifdeuren. Op deze manier kan met de grootte van de kamers variëren. Normaal worden fusuma hiervoor gebruikt. Dit zijn bamboe-constructies die met dikke lagen papier bedekt worden. Maar in de warme zomermaanden worden de fusuma vervangen door sudo, bamboedeuren die de stroming van lucht doorlaten, waardoor er een verkoelende bries door de machiya kan lopen. Door de muren en andere onderdelen van de machiya te vervangen met de seizoenen, buiten water te sprenkelen met warm weer, de verhoogde kamers en andere maatregelen voor een natuurlijke luchtventilatie is er in machiya geen airconditioner nodig.
Machiya zijn volledig gemaakt uit natuurlijk en lokale materialen.
Naast de materialen die hierboven werden beschreven, zoals klei en bamboe voor de muren en houten planken of tatami matten als vloer, worden ook de ondersteunende constructies uit natuurlijke materialen gemaakt.
Voor de zuilen wordt Japanse cipres, hinoki, en Japanse hemlockspar,tsuga.
Dennen, matsu, wordt gebruikt voor dwarsbalken en andere balken. Voor lichte steunbalken en de onderconstructie van het dak worden gemaakt uit Japanse ceder, sugi.
Door het gebruik van deze natuurlijke materialen zijn reparaties makkelijk uit te voeren.

## Sociale en culturele aspecten

### Sociale rangorde
De bouw van machiya droeg ook bij aan de sociale rangorde.
De term machiya verwijst meestal naar panden gebouwd door rijke handelaren en ambachtsmannen die gezamenlijk machishū genoemd worden. Ook na de ontbinding van het veertien lagen tellende klassensysteem aan het eind van de Tokugawa-periode bleef de term machiya verwijzen naar de architectuur van de machishū. Deze machishū bouwden de machiya voor twee verschillende gebruiken:
Om als huis te gebruiken voor zichzelf of om ze te verhuren. Meestal verhuurden ze de machiya aan mensen die voor hun bedrijf werkten zoals knechten, overheidsmedewerkers en bekwame vakmannen.
De machiya die werden verhuurd bestonden uit twee categorieën. De omote jakuya, die uitkeek op de straat, en de ura jakuya of ura nagaya, die gebouwd staat aan een steegje.
Machishū die huizen in bezit hadden werden mochiie sou genoemd. Mochiie sou betekent namelijk ‘de klasse die huizen bezit’. Alleen als de machishuu bij deze groep hoorden, hadden ze het recht om toe te treden als officieel lid tot de chō (lokale straatblok gemeenschappen) en de machigumi (groep van meerder chō). En dat betekende het recht om beslissingen te maken, met het daarbij behorende aanzien. Door de aanmoediging van de feodale klasse ontwikkelden de mochiie sou zich steeds verder en daarmee ook de machiya. Na de Tokugawa- en Meiji-periode is er veel veranderd in Japan, zeker na de Tweede Wereldoorlog. Maar de basisvorm van de machiya en de sociale en culturele invloed van de eigenaren ervan zijn nauwelijks veranderd.
Toen de standen nog wel bestonden waren er ook architecturale modellen. Dat betekende dat er vaste etiquette en sociale normen vast zaten aan het construeren van bouwwerken. Elke stand diende een bepaalde vorm van architectuur te respecteren om zo hun positie in de samenleving duidelijk te maken. Een voorbeeld hiervan is de constructie van Shimabara aan het begin van de Tokugawa. Omdat Shimabara een pleasure district was mocht daar geen architectuur van de hogere klasse worden gebruikt. Daarom werd daar de stijl gebruikt van de gewone machiya stadshuizen. Zo werd de ageya stijl gecreëerd. Een bekend voorbeeld hiervan is de Sumiya, een voormalig theehuis.

### Oorsprong van Cultuur
Van de middeleeuwen tot de moderne tijd stond Kyōto’s stadsleven, en daarmee dus de kyōmachiya, aan de grond van de traditionele Japanse cultuur.
Dit had ze te danken aan de machishū. De machishū waren door de tijd heen invloedrijke mensen geworden en hadden nauwe banden met de bevoorrechte klassen. Hierdoor ontwikkelde het gevoel voor esthetiek van de machishū zich. In combinatie met de cultivatie van artistieke culturen van vele eeuwen bracht dit het volgende proces op gang: De machishū absorbeerden de culturen van de omliggende provincies. Die bundelden ze en pasten ze aan. Vervolgens voerden ze deze weer terug naar de provincies. Zo ontstond er een cultuur die een mix was van populaire cultuur aan het keizerlijk hof en grove, energieke culturen van de lagere rangen. In Kyōto begonnen dus verschillende aspecten van de Japanse cultuur, zoals theater, muziek, literatuur en meer. Ze groeiden hier, bereikten hier hun hoogtepunt en werden hier vernieuwd. Dit gebeurde allemaal in de kyōmachiya, het domein van de machishū.

### Organisatie
Kyōto is dus de plek waar veel van Japans kunsten en ambachten zich vormden.
Dit had als resultaat dat de ambachtslieden en hun gilden (shokatta seido) zeer goed waren georganiseerd. In de Tokugawa waren de timmerlieden dan ook in twee groepen verdeeld.
Een groep was verantwoordelijk voor het bouwen van tempels en schrijnen. Deze groep heette dōmiya daiku. De andere groep moest zorgen voor de constructie van machiya. Deze groep werd Kyōto machiya daiku genoemd. In elk van deze twee groepen zaten weer 20 kleinere groepen, de kumi. Elke kumi was verantwoordelijk voor een eigen deel van Kyōto. Zo organiseerden de timmerlieden alles dus op lokaal niveau terwijl ze tegelijkertijd bewust bleven van het belang van de hele stad.
Deze sterke organisatie heeft bijgedragen aan het succes van de gilden tot de dag van vandaag.
Maar dankzij grote sociale veranderingen door onder andere de Tweede Wereldoorlog is dit traditionele systeem vernietigd, ook die van de timmerlieden. De vaardigheden en de kennis van de oude vakmensen staat op het punt om verloren te gaan. Voor zover deze vaardigheden nog wel bestaan probeert men deze in Kyōto zo veel mogelijk te behouden. Omdat ze in de rest van Japan grotendeels verloren zijn gegaan is dit de trots van Kyōto.
Omdat de kyōmachiya erg lang en smal waren, was de indeling binnenin de kyōmachiya heel belangrijk. Deze moest functioneel worden ingedeeld. Toch waren kyōmachiya niet op zichzelf staand gebouwd. Net zoals in veel andere aspecten van het leven in Kyōto stonden de kyōmachiya in relatie tot elkaar en waren ze goed georganiseerd.
De indeling van de binnenkant stond in relatie met de functie van het gebouw. De functie van het gebouw stond in connectie met de straat. Een groep kyōmachiya van een straat stond weer in relatie tot een wijk. Met betrekking tot meerdere van die wijken stond de stad. En de stad stond uiteindelijk in verhouding met het omringende landschap.

### Vitale samenleving
De machiya waren ook belangrijk voor een vitale gemeenschap.
In de winkels van de machiya konden de buren bij elkaar een praatje maken en de dagelijkse boodschappen. Zo bleven de mensen met elkaar verbonden en hoefde men niet ver van huis te gaan om aan de spullen te komen die men nodig had. De kōshi mado hielp mee aan de economische vitaliteit. Tijdens de drukste uren van de dag kon de kōshi mado worden weggehaald. Op de manier konden mensen goed de winkel binnen kijken en konden winkels makkelijker klanten aantrekken.

## Conservatie
Samen met veel andere houten gebouwen werden veel machiya na de Tweede Wereldoorlog neergehaald. Het behoud van de machiya gaat dus samen met het behoud en bescherming van andere historische gebouwen. Al sinds de Meiji-periode worden historische gebouwen in Kyōto beschermd en behouden door de wet. In 1930 werden Landschap Zones (fūchi chiku) ingevoerd om controle te houden over de veranderingen in het historische decor. Deze bedekten ¼ van stedelijk Kyōto en de gebieden eromheen. Deze Landschap Zones beschermde tempels en het omringende terrein die aan de voet van de heuvels lagen die Kyōto omringen.
De Landschap Zones waren een van de typen zones uit de Stadsplanning Wet uitgevaardigd in 1919.
In 1966 werd de Oude Hoofdstad Conservatie Wet (koto hozon hō) ingesteld. Onder deze wet vielen onder andere de steden Nara, Kamakura en Kyōto. Kyōto kreeg Conservatie Zones voor Historische Landschappen (rekishiteki fuudo hozon chiku) toegewezen. Deze zones hielden in dat er toestemming van de gemeente nodig was om wijzigingen toe te brengen aan gebouwen binnen die zones. In extreme gevallen kon de overheid land kopen om die te beschermen. Dit was mogelijk wanneer een landeigenaar zijn land wilde wijzigen op een ongepaste manier.
Op lokaal niveau kwam er in 1972 de Stadslandschap Ordonnantie. Deze ordonnantie was samengesteld door de gemeente van Kyōto, professionele stadsontwerpers en architecturale historici. Het stond voor de bescherming van de historische stadslandschap van Kyōto. Inbegrepen in de ordonnantie was een controle systeem voor het bouwen van nieuwe gebouwen. 3 nieuwe zones werden ingesteld:
Esthetische Zone (bikan chiku): In deze zone werd het design van gebouwen gecontroleerd
Zone voor Behoud en Visuele Restauratie van het Stadslandschap (Tokubetsu hozen shūkei shiku)
Zone voor de Regeling van Grote Structuren anders dan Gebouwen (Kyodai kōsakubutsu kisei chiku): Deze werd samengesteld na de bouw van Kyōto tower, die niet werd gezien als een gebouw en dus niet onder de Architectural Standards Code viel.
Nog een nieuw instandhoudingsysteem voor historische stadslandschappen kwam in 1975.
De nationale overheid herzag de Wet voor de Bescherming van Culturele Landgoeden (bunkazai hogo hō). Ze creëerde de Belangrijke Conservatie Wijken voor Groepen van Historische Gebouwen (jūyō dentōkei kenōbutsugun hozon chiku). Dat hield in dat de lokale gemeenten zich aan het standaard moesten houden dat hierin werd gesteld. In Kyōto waren vier districten als zulke wijken aangewezen: Sanneizaka, Gion Shinbashi, Saga Toriimoto en Kamigamo Shakemachi.
Sanneizaka en Gion Shinbashi vielen eerder al onder de Zone voor Behoud en Visuele Restauratie van het Stadslandschap van de ordonnantie van 1972. Na 1995 bezetten deze conservatie wijken een totaal van 14.9 hectare en stonden ze geadministreerd onder de Wet voor de Bescherming van Culturele Goederen.

### Façade behoud
De voorgevel van de machiya is een belangrijk kenmerk van de machiya. Daarom is het behoud van de façade is een belangrijk punt.
In de ordonnantie van 1972 stond geschreven dat van traditionele gebouwen (waaronder de machiya) alleen de façade behouden moest worden. Het gebouw zelf hoefde niet behouden te worden met de oorspronkelijke materialen. Dit werd zo ingevoerd omdat hout makkelijk rot. Over het algemeen waren alleen tempels en huizen van rijke kooplui gebouwd met een goed houten frame. Andere houten gebouwen vergingen meestal binnen honderd jaar door rotting en structurele problemen. Zo kon men dus oude gebouwen gewoon slopen en vervangen door nieuwe huizen met een voorgevel naar historisch ontwerp met traditionele materialen. Het probleem met deze regel is dat er zo een museum sfeer wordt opgebouwd zonder het werkelijke behoud van de gebouwen.
Sanneizaka viel als eerste district onder deze regel. Typische modellen van gebouwen werden eruit gepikt en geordend naar het type tweede verdieping dat het had. Daaruit kwamen twee types:
- Een type met een lage tweede verdieping en een mushiko raam
- Een type met een hoge tweede verdieping en een kōshi raam

Deze types werden elk onderverdeeld in een open winkel soort of een huis met openingen die worden bedekt met kōshi. Elk van deze types kreeg een nieuw ontwerp voor de façade, allemaal met glazen ramen. Er waren drie basisontwerpen:
1. Een volledig open voorgevel
2. Een half open voorgevel met glazen ramen
3. Een gesloten voorgevel met kōshi

Met deze verschillende ontwerpen konden de gebouwen voor eender welk gebruik worden gebouwd. Dit was voornamelijk voor restaurants en koffiehuizen om de toeristen tegemoet te komen die na de constructie verwacht werden.
De aanpassing van het stadslandschap was gepland over een lange periode van geleidelijke, organische processen door de landeigenaren. Dit wilden ze bereiken door het herstellen en opnieuw bouwen van de gebouwen. Omdat het onderhoud van een houten façade meer kost dan het onderhoud van die van modern gebouwen bereidde het stadsbestuur een toelage voor. Deze toelage is nu nog altijd van toepassing. Zo hopen ze op het behoud van de traditionele voorgevels. Er is echter één uitzondering. Dit komt door de wetgeving die in 1975 werd ingevoerd. Oude gebouwen in de Conservatie Wijken die werden aangewezen als traditionele gebouwen moeten de traditionele voorgevel en structuur behouden in overeenstemming met de instructies van de Culturele Zaken Agentschap. Reparaties aan deze gebouwen moeten uitgevoerd worden op een moment dat in overeenstemming is met de overheidsplannen.

### Ordonnantie van 1996
In 1996 werd de ordonnantie van 1972 sterk aangepast. De naam veranderde in ‘Ordonnantie voor de Regelgeving van het Stadslandschap. (Shihaichi keikan seibi jōrei). Hierin werd gebruikgemaakt van verschillende categorieën van gebieden die zich in de verschillende soorten zones konden bevinden. Er zijn in totaal vijf categorieën.
1. Conservatie en aanpassing van het stadslandschap in Kyōto stijl.
2. Schepping van harmonie met historische gebouwen
3. Aanpassing voor een Japans ogende stadslandschap in harmonie met de bergen op de achtergrond
4. Aanpassing voor een stadslandschap met uitdrukking van het lokale karakter met overname van traditionele wijzen.
5. Aanpassing voor een harmonieuze en mooie compositie van hoogbouw

De ordonnantie stelde de volgende herziene zones in:
- A) Zone voor de Controle van het Stadslandschap
  1. A-1) Esthetische Zone (Bikan Chiku): Deze zones komen overeen met de zones van de ordinnantie van 1972. Ze vallen onder de nationale wetgeving maar de details van de uitvoering worden lokaal beslist. Vijf belangrijke bezienswaardigheden en hun omringende gebied zijn als Esthetische Zones aangewezen. Dit zijn de gebieden van Nishijin, de Kamo rivier tot Higashiyama en Fushimi. Binnen deze zones is er controle op het ontwerp van de gebouwen. De standaarden voor het ontwerp staat geschreven in de ordonnantie. Er zijn algemene standaarden die gelden voor alle categorieën en aparte standaarden voor elke categorie.
  2. A-2) Zone voor Aanpassing van Gebouwen en het Stadslandschap: Voor de constructie van gebouwen boven de twaalf meter binnen deze zone moet de burgemeester worden ingelicht. Bij gebieden van categorie één (in de omgeving van de bergen) heeft men toestemming nodig van het stadsbestuur voor het bouwen van gebouwen hoger dan twaalf meter. Ditzelfde gelde voor gebouwen hoger dan twintig meter in een gebied van categorie twee. De meeste gebieden in het zuiden van de stad vallen buiten deze gebieden. Het stadsbestuur promoot hier bebouwing met een hogere dichtheid met een soepelere regelgeving.
- B) Aanvullende Zones voor de Controle van het Stadslandschap.Dit zijn kleinere districten waar lokale burgers en de overheid de conservatieregels strenger willen doorvoeren of een mate van controle over het stadslandschap van de buurt willen verkrijgen. Subsidies zijn niet verkrijgbaar in de Esthetische Zones, maar wel voor werk aan gebouwen in deze zones:
  1. B-1) Zone voor Vorming van Landschap naast de Weg (endō keikan keisei chiku). Deze zone staat voor de bevordering van het hedendaags stadslandschap langs de hoofdwegen in centraal Kyōto. Een deel van Oike avenue, tussen Kiyama en Horikawa, valt hier onder.
  2. B-2) Zone voor Behoud en Aanpassing van het Historische Landschap (rekishiteki keikan hozen shūkei chiku). Staat voor het promoten van het behoud van historische stadslandschappen. Meestal bestaat deze uit machiya die niet vallen onder de strikte regelgeving van de Conservatie District voor Groepen van Historische Gebouwen. Doordat deze zone flexibeler is tegenover het behoud van de gebouwen is het er bijvoorbeeld mogelijk om een constructie te maken in traditionele stijl maar met drie verdiepingen. De details voor de controle van de design worden apart gemaakt voor elk district. Tijdens het herstellen of bouwen van huizen kunnen burgers subsidies ontvangen.
  3. B-3) Zone voor de Regeling van de Historische Atmosfeer (kaiwai keikan seihi chiku). Districten met bepaalde kenmerken of karakteristieke eigenschappen worden hiermee beschermd om de traditionele sfeer te behouden. Dit geldt onder andere voor districten bij tempels en clusters van traditionele winkels. De lokale gemeente wijst belangrijke gebouwen of landschappelijk ongewone plaatsen aan en subsidies worden beschikbaar gemaakt. Gebieden die hoor onder vallen zijn Sanjō-dori, Kamigamo en Fushimi.
  4. B-4) Gebouwen met Historische Ontwerpen (rekishiteki ishō kenzōbutsu).Dit is voor huizen die als traditioneel worden gezien maar niet genoeg waard zijn om als culturele goederen te worden aangewezen. Of als de eigenaar dat niet wil. Met deze wetgeving kan de gemeente ze toch steunen door middel van subsidies en advies. Deze categorie is alleen toepasbaar op individuele gebouwen. Deze wet is handig voor machiya die niet meer in een rij naast elkaar staan in het centrum van de stad, maar die los staan en toch belangrijk zijn voor de traditionele sfeer in dat gebied.
- C) Ondersteuning voor Overeenkomsten over het Stadslandschap. Voor elke gemeenschap die de buurt wil behouden of op een andere manier wil zorgen voor de buurt kan de gemeente een specialist sturen om een overeenkomst op te stellen (shigachi keikan kyōtei)

### Problemen conservatie
Er zijn veel wijzigingen geweest in de wetten aangaande historische gebouwen en de stadslandschap van Kyōto. Toch zijn er nog veel problemen met het behoud van de kyōmachiya. Omdat de machiya honderden jaren van vakmanschap bezit en een diepe link heeft met het verleden van Japan is het belangrijk om ze te behouden. Maar in het oog van modernisatie heeft de destructie de voorkeur. De machiya zijn namelijk in de winter koud en in de zomer warm. Ook zijn ze altijd donker en vochtig. Daarbij zijn ze als houten gebouwen weinig bestand tegen vuur en aardbevingen en moeten ze beschermd worden tegen rotting en insecten. Een modern gebouw kan hoger gebouwd worden en is naar verhouding goedkoper. Ook is deze functioneler en makkelijker te onderhouden. Daarom worden veel machiya verplaatst door moderne gebouwen. Ook andere historische gebouwen stonden in de weg van modernisatie volgens de overheid.
Ondanks de invoering van de zones vanaf 1930 daalde het aantal machiya gestaag. Mensen die niet in een strikte categorie van residentiële zones wonen, kunnen praktisch doen met hun woning wat ze willen. Zelfs als alle gebouwen in de buurt van hout zijn en maar twee verdiepingen hoog zijn, mogen ze een gebouw met vijf verdiepingen plaatsen dat van cement is gemaakt. Door het verlangen van Japan om snel te moderniseren gebeurde dit veel. Als mensen er het geld en de kans voor hadden om oude huizen te vervangen met moderne huizen werden ze verwacht dit te doen. Omdat de meeste strenge zones alleen buiten het centrum lagen vielen de meeste machiya niet onder hun bescherming.
Een van de zones heeft zelfs bijgedragen tot het extra afbreken van machiya. In centraal Kyōto werd het gebied tussen Oike avenue en Gojō Avenue in 1950 aangewezen als commerciële zone. Dat betekende dat gebouwen tot 30 meter hoog gebouwd mochten worden. Hierdoor steeg de landprijs aanzienlijk en werden machiya afgebroken om ze te verplaatsen met relatief goedkope hoge gebouwen.
Ook de rechten van de vastgoedeigenaar zijn heel belangrijk in Japan. De gemeente moet eerst toestemming hebben voor ze een gebouw als cultureel goed kunnen aanwijzen. En voordat de gemeente een gebied tot Conservatie District kan aanwijzen, hebben ze toestemming nodig van alle grondeigenaren in dat gebied. Dit was dus moeilijk te bereiken. De rechten van de vastgoedeigenaren zijn in Japan zo belangrijk dat ze boven de historische monumenten en landschap staan.
Een van de grootste problemen voor het behouden van de machiya en nog meer voor het bouwen van nieuwe machiya zijn de brandvoorschriften. Volgens de brandschriften is het verboden om nieuwe gebouwen in traditionele te bouwen in de historische stedelijke gebieden van Kyōto. Dit om de gebouwen te beschermen tegen vuur. In gebieden met een brandbeveiliging van categorie twee is de constructie van houten gebouwen wel toegestaan. Wel zijn deuren en ramen met houten lijsten verboden binnen 3 meter aan de rand van het stuk grond of het centrum van de weg. De houten kōshi en mushiko ramen zijn een van de meest representatieve onderdelen van de machiya. Door deze te verbieden in het grootste deel van Kyōto ((alleen toegestaan in suburban gebieden)) wordt een belangrijk element van de machiya weggehaald. Tegenwoordig heeft men technieken gevonden om niet-brandbaar hout te maken, maar deze worden door de wet genegeerd.

#### Belasting voor overerving
Nog een grote factor voor het verminderen van de machiya is de belasting voor overerving (souzokuzei).
Wanneer iemand landgoed erft moet die persoon daar buitensporig hoge belasting voor betalen. Vaak worden ze dus gedwongen om verbouwing, verkoop of het afstaan aan de overheid. De belasting wordt gebaseerd op de grootte van het land, de waarde van de gebouwen die er op staan, het geld dat op de bank staat en het aantal erfgenamen, bestaande uit partner, kinderen en kleinkinderen.
Van het totaal van de waarde van het land, de gebouwen en het banksaldo wordt 48 miljoen yen getrokken. Vervolgens wordt er daarvan per erfgenaam 9,5 miljoen yen van het totaal afgetrokken. Dat betekent dus dat erfgenamen over een landgoed van minder dan 48 miljoen geen belasting hoeven te betalen. Nadat de bovenstaande bedragen van het totaal zijn afgetrokken worden er nog een paar aanpassingen uitgevoerd. Over dat bedrag wordt uiteindelijk de belasting berekend. Dat ligt tussen de tien procent, voor landgoederen minder waard dan zeven miljoen yen, en de zeventig procent, voor landgoederen van zeven miljard yen of meer. Voor mensen met een gewoon salaris is dat ondragelijk hoog. De meeste mensen die een machiya erven moeten deze verkopen om die belasting af te kunnen betalen.
De belasting is deels gebaseerd op de landprijs, die op zijn beurt weer beïnvloed wordt door de toegestane grootte en hoogte van de gebouwen in die buurt. Tussen hoge gebouwen wordt de landprijs en dus de belasting zo hoog dat de machiya bezitter bijna gedwongen wordt deze weg te doen. Een oplossing hiervoor zou een gebied zijn met een grote concentratie machiya. Dit zou financieel voordeliger zijn.

## Initiatieven van burgers
Er zijn meerdere projecten en initiatieven opgericht die zich bezighouden met de conservatie en vooruitgang van machiya. Deze zijn opgericht door lokale bewoners van Kyōto, maar ook door internationale burgers, architecten, historici en andere professionelen.
- Kyoto Townhouse Revitalization Society.

Deze vereniging werd opgericht door 120 professionelen en inwoners van Kyōto in 1992.
Ze komen regelmatig bij elkaar om onderzoek en veldwerk te doen bij resterende machiya.
Ook maken ze promotie voor het vernieuwen van machiya en zijn ze betrokken bij de renovatie van machiya voor bijvoorbeeld winkels, restaurants en galerijen.
- Kyoto Mitate (voorheen International Society to Save Kyoto)

In 1994 werd deze vereniging opgericht door een groep van 290 Japanners en buitenlanders van over de hele wereld. Hun missie is het behouden van Kyōto’s historische omgeving door te laten zien dat deze een essentieel onderdeel van het moderne leven is. Ze houden vier jaarlijkse meetings en tussendoor kleinere meetings. Tijdens die meetings proberen ze de traditionele cultuur van Kyōoto in een nieuw licht te laten zien en hoe men deze deel kan laten maken van het hedendaagse leven.
- Kyoto International Committee of Art and Cultural Exchange (KICACE)

Ze organiseren regelmatig culturele evenementen in machiya. Het doel is dat bezoekers er betekenisvolle herinneringen mee opbouwen en zo betere begrip krijgen voor de machiya. Ze hopen dat men zich dan realiseert dat het waardevol is om machiya te onderhouden en hergebruiken. Zo proberen ze sterke gemeenschappen op te bouwen en het levendige stedelijk milieu te herstellen.
In sommige gebieden waar de machiya niet werden bewoond werden ze aan artiesten verhuurd. Een voorbeeld daarvan is het textiel gebied Nishijin. Op deze manier kan de machiya blijven bestaan en gebruikt worden. Dit wordt steeds meer aangemoedigd door de lokale gemeenschappen.
In het centrum van Kyōto worden veel gesloten machiya hernieuwd tot galerijen, hotels, cafés, winkels en restaurants. Zo hopen ze de aandacht te trekken van jonge mensen en de interesse in machiya weer te laten opbloeien.
Er zijn tegenwoordig ook makelaars die informatie hebben over verkrijgbare machiya, iets dat voorheen niet bestond.